# Joseph Chemin
Pour les articles homonymes, voir Chemin.
Joseph François Victor Chemin né à Paris le 2 août 1823 et mort à Neuilly-sur-Seine le 24 juillet 1901 est un sculpteur français.

## Biographie
Joseph Chemin est un élève d'Antoine-Louis Barye.
Spécialisé dans la sculpture animalière, il débute au Salon en 1857. Il reçoit une médaille de 3e classe, section de sculpture, au Salon de 1882.
Après avoir déclaré à ses amis être « fatigué de la vie », il se suicide par pendaison en 1901 dans la maison de retraite Galignani, à Neuilly-sur-Seine. 

## Œuvres

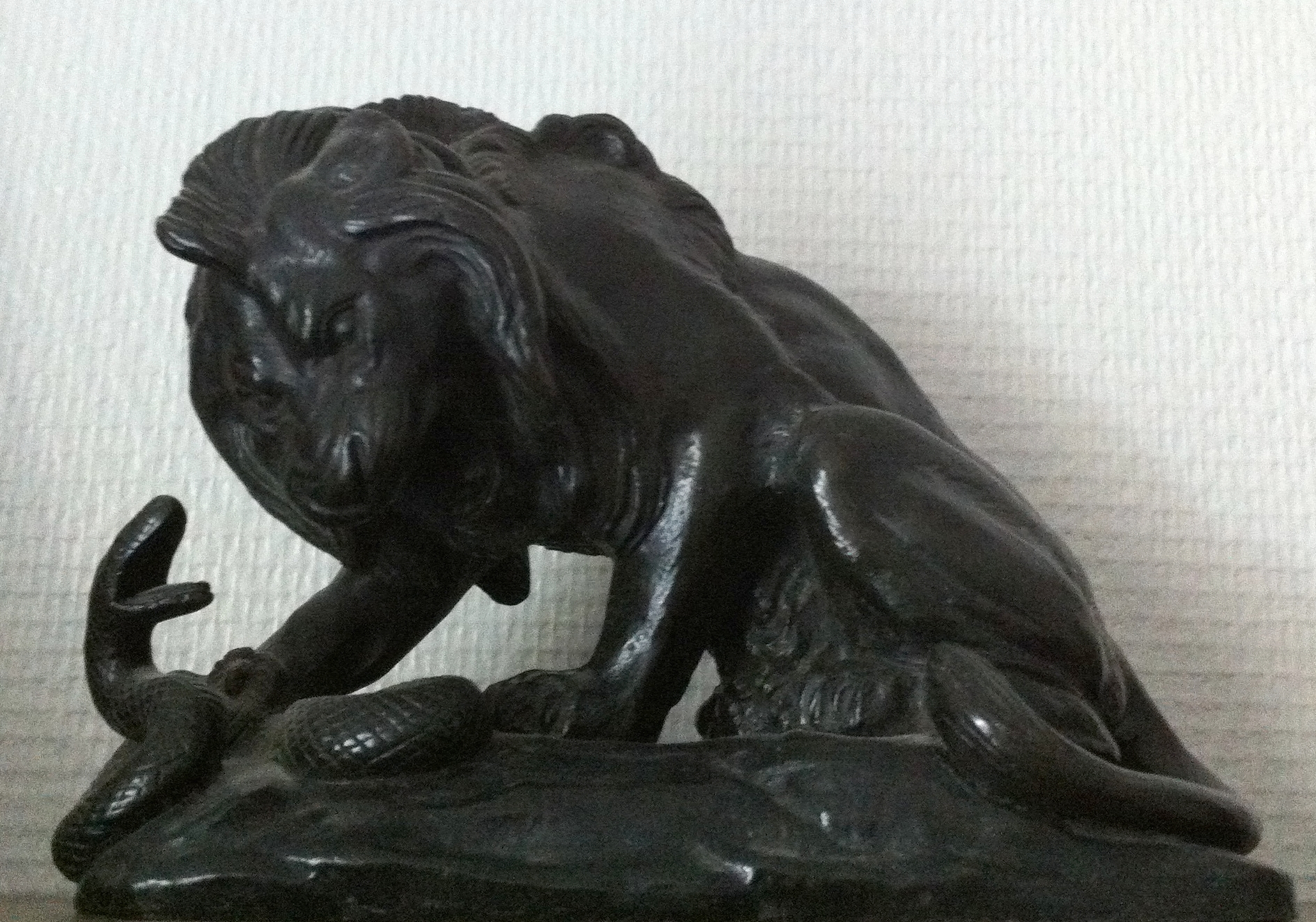
Attribué à Joseph Chemin, Lion aux prises avec un serpent (titre forgé), localisation inconnue, œuvre non sourcée.

- Château-Thierry, musée Jean-de-La-Fontaine : Le Loup et la cigogne, III, 9, groupe en bronze[8].
- Chiens terriers aux prises, 1857, groupe en bronze[réf. nécessaire].
- Luininau, 1859, plâtre, chien courant[réf. nécessaire].
- Chien terrier, 1861, plâtre[réf. nécessaire].
- Tom, 1863, bronze, chien terrier[réf. nécessaire].
- Talcu, 1863, bronze, chien basset de race hongroise[réf. nécessaire].
- Chat-tigre et lapereau, 1865, groupe en plâtre[réf. nécessaire].
- Lièvre blessé, 1867, plâtre[réf. nécessaire].
- Renard au repos, 1867, plâtre[3].
- Chien se grattant l'oreille, bronze[réf. nécessaire].